# Alonso Fernández (músico)
Alonso Fernández (¿?, siglo XVI-Cuenca, 16 de octubre de 1636) fue un compositor y maestro de capilla español.

## Vida
Se desconoce el origen de Alonso Fernández, posiblemente también debido a que pueda tratarse de más de una persona con el mismo nombre. Barbieri menciona a un «Alonso Fernández», posiblemente originario de Ávila, que el 16 de marzo de 1581 solicitó el ingreso como infante del coro en la Catedral de Toledo, pero no hay confirmación de que ingresase.
En 1614 era organista de la Catedral de El Burgo de Osma, de donde partió el 2 de agosto de 1615 para dirigirse a la Catedral de Sigüenza, donde había conseguido una canonjía.
De 1632 a 1636 estuvo de maestro de capilla en la Iglesia Magistral de los Santos Justo y Pastor de Alcalá de Henares, según documentación que Louis Jambou encontró en la Universidad de Alcalá.
Tras la partida del maestro Vicente García el 6 de abril de 1634 al Monasterio de la Encarnación de Madrid, el magisterio de la Catedral de Cuenca quedó vacante. El cabildo tuvo dificultades para ocupar el cargo, por lo que se evitó convocar oposiciones y se ofreció el cargo directamente a algunos maestros que parecieron adecuados. El primero fue Luis Bernardo Jalón, maestro de capilla de la Catedral de Burgos, que aceptó, pero renunció poco antes de tomar posesión. El segundo fue Juan Bautista Comes, maestro de la metropolitana de Valencia, que también rechazó el ofrecimiento. Finalmente se ofreció a Alonso Fernández, en ese momento maestro de la Magistral de Alcalá de Henares.
El 11 de marzo de 1636 fue nombrado maestro de capilla de Cuenca, pero con la condición de realizar una investigación, ya que el rector de la Universidad de Alcalá había criticado al maestro Fernández: «hay unas censuras del rector de la Universidad». La resolución no llegó a documentarse, pero el cabildo entregó al maestro 30 ducados «para traer su casa».
Fernández no llegó a realizar mucha labor en la Catedral. Al poco de llegar cayó enfermo y el cabildo le entregó una ayuda de 300 ducados. En agosto de 1636 se le entregaron otros 500 reales y 18 fanegas de trigo, viendo que la salud del maestro había empeorado. Siete meses después de haber ocupado el cargo, Alonso Fernández fallecía, el 16 de octubre de 1636.
El cabildo conquense pidió a Jalón que compusiese las obras necesarias para las celebraciones mientras convocaba oposiciones para cubrir la vacante. Las ganó José Rada, maestro de capilla de la Catedral de Teruel, pero falleció sin llegar a tomar posesión del cargo. No sería hasta 1638 que la vacante fue ocupada por Manuel Tavares.

## Obra
No se conservan obras de Alonso Fernández.